# Itero de la Vega
Itero de la Vega es un municipio y localidad española de la provincia de Palencia, en la comunidad autónoma de Castilla y León. Se encuentra en la comarca natural de Tierra de Campos y forma parte, asimismo, del partido judicial de Palencia. Se ubica en la vega del río Pisuerga, delimitada al oeste en este punto por elevaciones de origen calcáreo que alcanzan los 860 metros en el Otero Largo.
Sus orígenes se remontan a la repoblación efectuada en la zona entre los siglos IX y X tras la intervención de Alfonso III de Asturias, momento en el que se repoblaron la mayor parte de las tierras palentinas. En el siglo X Fernando Mentález, señor de Melgar de Fernamental, extendió sus dominios por el Pisuerga y repobló la zona fundando poblaciones, otorgando fuero en el año 950 a Itero de la Vega junto con otras localidades. Ubicada en el Camino de Santiago, ante el aumento de su notoriedad los monarcas se preocuparon del mismo, algo que afectó a Itero con la construcción de su puente en tiempos de Alfonso VI de León.
Lugar de crianza de las infantas Berenguela y Blanca, hijas de Alfonso VIII de Castilla y Leonor Plantagenet, tras los servicios prestados a Enrique IV de Castilla, este concedió privilegios a la localidad, obteniendo sus derechos de soberanía en 1529. Villa de realengo, tras la caída del Antiguo Régimen quedó constituida en ayuntamiento constitucional. Su población ha ido disminuyendo progresivamente desde el último tercio del siglo XX como consecuencia del envejecimiento de la población y la emigración hacia núcleos más dinámicos. Entre su patrimonio destaca la iglesia de San Pedro, el puente Fitero, la ermita de Nuestra Señora de la Piedad y el rollo de justicia, este último declarado Bien de Interés Cultural en 1966.
Su economía se basa en el sector primario, tal y como ya afirmaban Sebastián Miñano y Pascual Madoz en el siglo XIX. En época contemporánea se dan trigo, cebada y girasol en secano y maíz, remolacha y alfalfa en regadío, junto con ganadería de ovejas y vacas. Entre las celebraciones que tienen lugar a lo largo del año destacan el festival de música Tachurock, cuyo objetivo es recaudar fondos con fines solidarios, y las fiestas patronales de la Virgen de la Piedad, a principios de septiembre.

## Toponimia
El topónimo de Itero de la Vega está documentado desde la Edad Media, durante la cual aparecía mencionado como Fitero. Este procede de la palabra latina fictum, que significa fijado o clavado; sería por tanto una alusión a un mojón de cierta importancia. Por su parte, el término Vega procede de la palabra de origen ibérico baica, que significa ribera o vega.

## Geografía

### Ubicación
El término municipal de Itero de la Vega, que abarca una superficie de 20,93 km², está situado en el este de la provincia de Palencia, junto al límite provincial con la provincia de Burgos. Su territorio está representado en la hoja MTN50 (escala 1:50 000) 236 del Mapa Topográfico Nacional.
| Noroeste: Requena de Campos | Norte: Lantadilla   | Noreste: Palacios de Riopisuerga (Burgos) |
| Oeste: Boadilla del Camino  |                     | Este: Itero del Castillo (Burgos)         |
| Suroeste Melgar de Yuso     | Sur: Melgar de Yuso | Sureste: Itero del Castillo (Burgos)      |

### Orografía
El municipio se encuentra al noreste de la zona central de la cuenca del Duero, en concreto en el extremo oriental de Tierra de Campos; esta, conformada por depósitos de origen terciario que posteriormente fueron erosionados y recubiertos por sedimentos cuaternarios y caracterizada por su escasa pendiente, se ve alterada en esta zona por el retoque de los cursos fluviales y por las elevaciones de los depósitos calcáreos. Así, su altitud media oscila entre los 860 m s. n. m. del vértice geodésico de Otero Largo, al oeste del municipio,— y los 769 m s. n. m., la zona más baja, en el límite este, coincidiendo con el cauce del río Pisuerga.
Edafológicamente, en sus suelos abundan sedimentos de origen Cuaternario en forma de arenas, conglomerados, canturral suelto y arcillas arenosas, propios del cauce y vega del Pisuerga. De origen Neógeno son calizas, margas y yesos en el páramo y, en transición hacia la vega, limos arenosos y arcillas. A nivel económico, las explotaciones se aprovechan de tres materiales: las calizas, que antiguamente se usaron como material de construcción, los yesos, y las graveras, utilizadas como material de firme en la red de caminos.

### Hidrografía
El municipio se encuentra en la cuenca del río Pisuerga —afluente del río Duero—, perteneciente a la cuenca hidrográfica del Duero. Los cursos fluviales de esta se caracterizan por la irregularidad de su caudal, con estiajes en época estival y crecidas en otoño e invierno debido a la lluvia. Tal es el caso del río Vallarna o los arroyos de Carremarcilla y Chamadilla, todos ellos afluentes del Pisuerga. En cuanto a este, aguas abajo, en la estación de aforo de Cordovilla la Real, posee un caudal medio anual de 19,18 m³ por segundo. Asimismo, el Canal del Pisuerga atraviesa el municipio en dirección norte-sur, siendo utilizadas sus aguas para el regadío.

### Clima
El clima en el municipio se clasifica como mediterráneo continentalizado, de inviernos fríos con frecuentes heladas, y veranos suaves y secos. La oscilación térmica anual supera los 15 °C mientras que la diaria supera en ocasiones los 20 °C. Las precipitaciones se reparten de forma irregular a lo largo del año, con escasez de las mismas en verano, concentrándose al final del otoño, en los meses invernales y al principio de la primavera.
Según la clasificación climática de Köppen Itero de la Vega se encuadra, debido a sus parámetros pluviométricos, en la variante Cfb, pero con las características propias del clima mediterráneo de veranos suaves, con la media del mes más cálido no superior a 22 °C pero superándose los 10 °C durante cinco o más meses. Sobre la base de los datos de la estación meteorológica situada en Castrojeriz, a 14 kilómetros de distancia, los parámetros climáticos promedio aproximados del municipio son los siguientes:
| Parámetros climáticos promedio de Castrojeriz (temperaturas y precipitaciones)                                                    | Parámetros climáticos promedio de Castrojeriz (temperaturas y precipitaciones) | Parámetros climáticos promedio de Castrojeriz (temperaturas y precipitaciones) | Parámetros climáticos promedio de Castrojeriz (temperaturas y precipitaciones) | Parámetros climáticos promedio de Castrojeriz (temperaturas y precipitaciones) | Parámetros climáticos promedio de Castrojeriz (temperaturas y precipitaciones) | Parámetros climáticos promedio de Castrojeriz (temperaturas y precipitaciones) | Parámetros climáticos promedio de Castrojeriz (temperaturas y precipitaciones) | Parámetros climáticos promedio de Castrojeriz (temperaturas y precipitaciones) | Parámetros climáticos promedio de Castrojeriz (temperaturas y precipitaciones) | Parámetros climáticos promedio de Castrojeriz (temperaturas y precipitaciones) | Parámetros climáticos promedio de Castrojeriz (temperaturas y precipitaciones) | Parámetros climáticos promedio de Castrojeriz (temperaturas y precipitaciones) | Parámetros climáticos promedio de Castrojeriz (temperaturas y precipitaciones) |
| Mes | Ene.                                                                           | Feb.                                                                           | Mar.                                                                           | Abr.                                                                           | May.                                                                           | Jun.                                                                           | Jul.                                                                           | Ago.                                                                           | Sep.                                                                           | Oct.                                                                           | Nov.                                                                           | Dic.                                                                           | Anual                                                                          |
| --- | ------------------------------------------------------------------------------ | ------------------------------------------------------------------------------ | ------------------------------------------------------------------------------ | ------------------------------------------------------------------------------ | ------------------------------------------------------------------------------ | ------------------------------------------------------------------------------ | ------------------------------------------------------------------------------ | ------------------------------------------------------------------------------ | ------------------------------------------------------------------------------ | ------------------------------------------------------------------------------ | ------------------------------------------------------------------------------ | ------------------------------------------------------------------------------ | ------------------------------------------------------------------------------ |
| Temp. media (°C) | 3.10                                                                           | 4.70                                                                           | 7.40                                                                           | 9.30                                                                           | 13.30                                                                          | 17.60                                                                          | 21.10                                                                          | 21.30                                                                          | 17.70                                                                          | 12.40                                                                          | 6.70                                                                           | 3.60                                                                           | 11.5                                                                           |
| Precipitación total (mm) | 42.60                                                                          | 35.20                                                                          | 27.80                                                                          | 49.50                                                                          | 48.10                                                                          | 38.50                                                                          | 23.80                                                                          | 16.70                                                                          | 31.30                                                                          | 43                                                                             | 44.90                                                                          | 40.40                                                                          | 441.8                                                                          |
| Fuente: Ministerio de Agricultura, Alimentación y Medio Ambiente. Datos de precipitación (1961-2003) y de temperatura (1961-2003) |                                                                                |                                                                                |                                                                                |                                                                                |                                                                                |                                                                                |                                                                                |                                                                                |                                                                                |                                                                                |                                                                                |                                                                                |                                                                                |

## Historia

### Edad Media
Tras la conquista musulmana de la península ibérica, acaecida en las primeras décadas del siglo VIII, la cuenca del Duero sufrió un proceso de despoblación; desde mediados de dicho siglo la zona quedó abandonada hasta la intervención de Alfonso III de Asturias, a finales del siglo IX, cuando se repoblaron la mayor parte de las tierras palentinas. Después de la fundación, hacia 872, del monasterio de Sahagún, otro hito destacado fue el surgimiento del primitivo núcleo de Carrión, que serviría como base para repoblar las zonas de Frómista y Osorno, como en el caso de Castrojeriz en 884, y a partir de ahí otros núcleos de su entorno como Santoyo, Boadilla y el propio Itero.
Ya en el siglo X Fernando Mentález, señor de Melgar de Fernamental (Melgar de Suso por entonces), amplió su dominio en torno al eje del Pisuerga a través de un condado patrimonial, que repobló fundando poblaciones tanto en tierras leonesas como castellanas, otorgando fuero en el año 950 —aunque pudo haber sido una falsificación posterior— a Itero de la Vega junto con otras poblaciones como Itero del Castillo, Melgar de Yuso, Boadilla del Camino, Santoyo, Santiago del Val, Villella, Zorita, Quintanilla de Nuño, Hinojosa de Roano y Peral del Castillo. Según el texto, los pleitos entre estas villas se juzgarían en Melgar de Suso pero para lo demás cada una tenía su propia jurisdicción. Se defendía a los matrimonios nuevos, a las viudas y a los clérigos y gozaban de cierta libertad respecto a su señor.
El descubrimiento de los restos del apóstol Santiago dio origen a las peregrinaciones a Santiago de Compostela, y así el mismo año de la promulgación del fuero (950) se producía la famosa peregrinación de Gotescalco, obispo de Puy-en-Velay. La notoriedad del Camino comenzó a hacerse mayor y los monarcas se preocuparon de él reparando el camino y construyendo puentes y hospitales, ventajas que también afectaron a Itero, que aparece en el Codex Calixtinus como Puente Fitero. Además de la construcción del puente en tiempos de Alfonso VI de León, antes de 1174 se fundó el Hospital de Puente Fitero por el conde Nuño Pérez de Lara, que quedó encomendado a la Orden de San Juan.
En 1179 o 1180 nació la infanta Berenguela, hija de Alfonso VIII de Castilla y Leonor Plantagenet. Fue criada en Itero por dos nodrizas, Estefanía y Elvira; los monarcas las recompensaron con una finca entre Itero y Lantada y la villa de Fuente Peral, respectivamente. En 1188 nació otra de sus hijas, la infanta Blanca. Fue amamantada por la nodriza Sancha López, que fue recompensada junto a su marido Martín García con tierras según un privilegio del cartulario del Monasterio de Santa María de la Vega. Entre los nobles que confirmaron tal documento se encontraba Pedro Rodríguez de Castro, a quien junto con su mujer Urraca Rodríguez de Guzmán fue confiada la crianza de la infanta en su casa de Itero.
En 1462 nació la princesa Juana, quien fue nombrada heredera de Enrique IV de Castilla; ante tal hecho, los nobles se rebelaron y proclamaron rey a su hermano Alfonso. Enrique pidió ayuda a las poblaciones y, entre ellas, los concejos de Boadilla del Camino, Santoyo e Itero le sirvieron con hombres y dinero, a la vez que solicitaban librarse de la servidumbre de algunos nobles y de atender las demandas de los alcaldes de Melgar y Castrojeriz. Una vez acabado el conflicto, el monarca concedió privilegio a estas tres poblaciones (datado el 19 de junio de 1467). Ante la protesta de los señores de Melgar y Castrojeriz, las poblaciones procedieron a comprar sus derechos de soberanía: Boadilla en 1482, Santoyo en 1520 e Itero en 1529.

### Edad Moderna
El 15 de enero de 1573 se documentan ordenanzas municipales, reforma de otras anteriores. En el aspecto religioso, en 1575 se data la regla de la cofradía de Disciplinantes de la Vera Cruz, antes de 1645 ya existía la del Dulce Nombre de Jesús, y en 1713 se fundó la de las Benditas Ánimas, que todavía persiste y celebra su fiesta. A principios de este periodo comenzó a alcanzar relevancia una de las familias más ilustres de Itero, los Piña Hermosa; su miembro más destacado fue Antonio de Piñahermosa, obispo de Salamanca, Málaga y Jaén, Inquisidor General y Presidente de la Real Audiencia y Chancillería de Valladolid. Gracias a sus donaciones se amplió la iglesia parroquial con la Capilla Mayor y su retablo y se construyeron los cenotafios de sus padres y el suyo propio. Otra rama de la familia fueron los Tapia de Piña, en una de cuyas líneas paralelas nació Juan de Tapia, guerrillero durante la Guerra de la Independencia.
A mediados del siglo XVIII, el Catastro de Ensenada proporciona diversa información sobre la localidad contenida en cuatro volúmenes, en los que aparecen todos los propietarios con los datos de sus fincas. El primero de ellos se refiere a las rentas de la comunidad eclesiástica local, de las cofradías (Dulce Nombre, Nuestra Señora, Santiago y San Sebastián, y Vera Cruz) y de los beneficiados, así como de eclesiásticos forasteros que poseían rentas en Itero, como el cabildo de Aguilar de Campoo, el de Lantadilla, el de las Claras de Carrión y el de Santa Clara de Astudillo. A todos ellos se añadían los restos de dos comunidades desaparecidas, la Encomienda de San Juan de Acre y el Priorato de San Bartolomé de Puente Itero.
El segundo se refiere al Concejo. Entre sus rentas, además de tierras y prados, poseía tres casas, una bodega, un corral, un granero y un molino harinero. Algunas de sus cargas eran para el convento de Santa Clara de Palencia, el de Santa Clara de Carrión, el de San Juan de Extramuros de Burgos o el de Santa Clara de Castrojeriz. A ello se añadían las pensiones de los religiosos que iban a predicar y el coste de varias costumbres religioso-populares. Otros gastos eran de carácter civil como la piedra de afilar, el cirujano, el maestro, el médico, el herrero o el abogado. Los otros dos volúmenes hacen referencia a los particulares; sus fincas con sus medidas, situación y clase.

### Edad Contemporánea
A principios del siglo XIX Sebastián Miñano, en su Diccionario geográfico y estadístico de España y Portugal (1826-1829), señala que era villa de realengo perteneciente a la provincia de Palencia y al partido de Nueve Villas y su población era de 157 vecinos, 562 habitantes. Tras la caída del Antiguo Régimen quedó constituido en ayuntamiento constitucional. Años más tarde Pascual Madoz, en su Diccionario geográfico-estadístico-histórico de España y sus posesiones de Ultramar (1845-1850), lo sitúa en la provincia y diócesis de Palencia, partido de Astudillo y audiencia territorial y capitanía general de Valladolid. Lo describe en una espaciosa vega dominada al oeste por una colina, con un clima frío y donde las enfermedades más comunes eran las calenturas. Constaba de 140 casas, la mayoría de calles estaban empedradas y había dos plazas, una en el centro en la que se encontraba el ayuntamiento y el mesón y otra junto a la iglesia. Esta la caracteriza de buena arquitectura, con paredes, bóveda y torre con piedra de cantería, edificada en 1565 y dedicada a San Pedro Apóstol. Extramuros señala una ermita en ruinas. Asimismo, contaba con casa de beneficencia para enfermos pobres y escuela de primera educación. Su terreno era de mediana calidad, bastante llano, con plantío de olivas y viñedo. Los caminos eran locales y en mal estado. Producía trigo, cebada, legumbres, aceite y vino, se criaba ganado lanar y vacuno y se pescaban barbos y truchas. Su población era de 113 vecinos, 588 habitantes.
Tras la desamortización, los bienes eclesiásticos de la parroquia fueron vendidos y esta perdió la posibilidad de continuar aquellas obras que realizaba, como el sostenimiento de los hospitales, por lo que quedó a merced de la caridad de los fieles para conservar lo imprescindible. Ya en el siglo XX se canalizó el río Vallarna, debido a sus numerosos desbordamientos, a través de terraplenes naturales o artificiales. En 1947 se construyó la panera, en el lugar del antiguo hospital de Nuestra Señora y de Santiago, para el almacenamiento de cereales. Tres años después llegó el agua a las fuentes del pueblo y desde 1970 se fue introduciendo en los hogares.
También el Pisuerga sufría desbordamientos con frecuencia por lo que entre 1956 y 1958 se construyó un malecón entre la desembocadura del Vallarna y el Puente de Itero para mantener su caudal. En 1962 comenzó la concentración parcelaria, que allanó las tierras y generó la construcción de una red de acequias que permitieron el cultivo de regadío, aunque ello no evitó la emigración de sus habitantes a otras ciudades. Para paliar esto se fueron produciendo mejoras como la llegada del teléfono en 1965, la pavimentación de calles, la construcción del frontón en 1985 o un nuevo consultorio médico.

## Demografía
Según los datos del padrón municipal elaborado por el INE en 2020, el municipio de Itero de la Vega cuenta con 154 habitantes, de los cuales 93 son hombres y 61 son mujeres. La población está registrando un progresivo descenso desde el último tercio del siglo XX como consecuencia del envejecimiento, la escasez de nacimientos y la emigración hacia núcleos más dinámicos.
Pirámide de población
Los datos de la pirámide de población de 2013 se pueden resumir así:
- La población menor de 20 años es el 8,99 % del total.
- La comprendida entre 20-40 años es el 22,75 %.
- La comprendida entre 40-60 años es el 31,22 %.
- La mayor de 60 años es el 37,04 %.

Evolución de la población
| Gráfica de evolución demográfica de Itero de la Vega entre 1842 y 2021                                                |
| |
| Población de derecho según los censos de población del INE. Población de hecho según los censos de población del INE. |

## Transporte y comunicaciones
Parque de vehículos a motor
En 2011, en el municipio había un total de 160 vehículos a motor, que representaba un índice de 745,8 automóviles por cada 1000 habitantes. El punto de Inspección Técnica de Vehículos más cercano se encuentra en Palencia.
| Tipo de vehículo       | Cantidad |
| Automóviles            | 132      |
| Camiones               | 16       |
| Motocicletas           | 4        |
| Autobuses              | 0        |
| Tractores industriales | 0        |
| Otros vehículos        | 8        |
| Total                  | 160      |

Red viaria
Itero de la Vega no cuenta con acceso directo a la red principal de carreteras pero está conectado con otras localidades de su entorno a través de dos viales de la red provincial:
| Identificador | Denominación         | Itinerario                                                                                     |
| ------------- | -------------------- | ---------------------------------------------------------------------------------------------- |
| P-4311        | Carretera provincial | Discurre entre Osorno la Mayor y Astudillo.                                                    |
| P-432         | Carretera provincial | Discurre entre Castrillo Mota de Judíos (como BU-403) y la P-431, junto a Boadilla del Camino. |

Otros medios
Para el transporte por ferrocarril la estación más cercana es la de Frómista, a 16 km, que ofrece servicios de Media Distancia a Valladolid, Palencia, Reinosa y Santander. Para el transporte por autobús cuenta con servicios locales a Melgar de Fernamental, Astudillo y Palencia. Por su parte, para el transporte aéreo, la opción más cercana es el aeropuerto de Valladolid, situado a 102 km.

## Economía
El sector primario es el de mayor actividad en el municipio y así, en 2007, se inscribían en el mismo 24 trabajadores, el 64,9 % del total. Los cultivos más extendidos son trigo, cebada y girasol en secano y maíz, remolacha y alfalfa en regadío. La ganadería existente es la de ovejas y vacas. También en 2007, el sector secundario empleaba a dos trabajadores y el de la construcción a uno. Respecto a la distribución del suelo, en 2011 los terrenos municipales se repartían de la siguiente forma: herbáceos (86,66 %), otros espacios (6,80 %), forestales (5,28 %), pastos (0,97 %) y leñosos —frutales y viñedos— (0,29 %).
Por su parte, en 2014 estaban adscritos al sector servicios tres trabajadores y tres empresas, vinculados principalmente con la actividad turística derivada del paso del Camino de Santiago. Así en diciembre del mismo año estaban registrados en el municipio tres establecimientos turísticos: dos restaurantes y un alojamiento hotelero, con una capacidad para 15 personas. En cuanto al desempleo, en febrero de 2015 el paro era de 17 personas, 8 hombres y 9 mujeres.

## Símbolos
Escudo
El escudo heráldico municipal fue aprobado el 14 de noviembre de 1994 y publicado en el Boletín Oficial de Castilla y León el 5 de diciembre del mismo año. Su descripción la siguiente:

Escudo cortado. Primero de azur con un puente en oro, de cinco ojos, mazonado de sable, recortado y puesto sobre ondas de plata y azur. Segundo de gules, un rollo de oro, con su pedestal, acompañado de dos veneras de lo mismo, una a cada lado. Timbrado de la Corona Real Española.

## Administración y política
Administración municipal
La administración local del municipio se realiza a través de un ayuntamiento de gestión democrática, cuyos componentes se eligen cada cuatro años por sufragio universal. El censo electoral está compuesto por todos los ciudadanos empadronados en Itero de la Vega, mayores de 18 años y con nacionalidad de cualquiera de los países miembros de la Unión Europea. Según lo dispuesto en la Ley del Régimen Electoral General, que establece el número de concejales elegibles en función de la población del municipio, la Corporación Municipal está formada por 5 ediles (7 hasta 1995), los cuales se han distribuido de la siguiente forma desde las elecciones de 1979:
| Partido político   | 1979    | 1979       | 1983    | 1983       | 1987  | 1987       | 1991    | 1991       | 1995    | 1995       | 1999    | 1999       |
| Partido político   | % votos | concejales | % votos | concejales | votos | concejales | % votos | concejales | % votos | concejales | % votos | concejales |
| PP (AP hasta 1989) | -       | -          | -       | -          | 36,6  | 2          | 41,87   | 3          | 46,23   | 3          | 63,33   | 4          |
| PSOE               | -       | -          | 100     | 7          | 63,4  | 5          | 58,13   | 4          | 50,25   | 4          | 29,44   | 1          |
| UCD                | 19,42   | 1          | -       | -          | -     | -          | -       | -          | -       | -          | -       | -          |
| Independientes     | 80,58   | 6          | -       | -          | -     | -          | -       | -          | -       | -          | -       | -          |

| Partido político | 2003    | 2003       | 2007    | 2007       | 2011  | 2011       | 2015    | 2015       | 2019    | 2019       |
| Partido político | % votos | concejales | % votos | concejales | votos | concejales | % votos | concejales | % votos | concejales |
| PP               | 38,46   | 1          | 52,63   | 4          | 52,82 | 4          | 54,03   | 4          | 63,25   | 4          |
| PSOE             | 57,99   | 4          | 41,35   | 1          | 41,55 | 1          | 1,61    | 0          | 2,56    | 0          |
| Ganemos Palencia | -       | -          | -       | -          | -     | -          | 39,52   | 1          | 25,64   | 1          |

Administración judicial
Itero de la Vega pertenece al partido judicial número 1 de la provincia de Palencia, con sede en Palencia, cuya demarcación comprende dicha ciudad más otros municipios de las comarcas limítrofes, y cuenta con seis juzgados de primera instancia e instrucción, dos juzgados de lo social, un juzgado de lo penal, un juzgado de menores y un juzgado de lo contencioso-administrativo.

## Equipamientos y servicios
Educación
El municipio no cuenta con centros educativos por lo que, a nivel de educación infantil y primaria, sus alumnos acuden al CEIP «Anacleto Orejón» de Astudillo. En cuanto a educación secundaria, sus estudiantes han de acudir al IES «Odra-Pisuerga» de Melgar de Fernamental. Ambos centros están gestionados por la Consejería de Educación de la Junta de Castilla y León a través de las Direcciones Provinciales de Educación de Palencia y Burgos, respectivamente.
Sanidad y servicios sociales
El sistema sanitario del municipio se presta a través del sistema público de salud, gestionado por Sacyl (Sanidad Castilla y León), mediante un consultorio médico dependiente del centro de salud de Frómista. Este cuenta con un servicio de guardia y en él se centraliza la zona básica de salud «Frómista», que atiende a un total de 22 municipios. Las farmacias más cercanas se encuentran en las localidades de Frómista y Astudillo, y en relación con centros hospitalarios, sus habitantes han de acudir a los existentes en la capital provincial, como el Hospital de Palencia. En cuanto a servicios sociales, Itero de la Vega pertenece al Centro de Acción Social (CEAS) de Astudillo-Frómista, con sede en el centro de salud de Astudillo.

## Cultura

### Patrimonio histórico-artístico

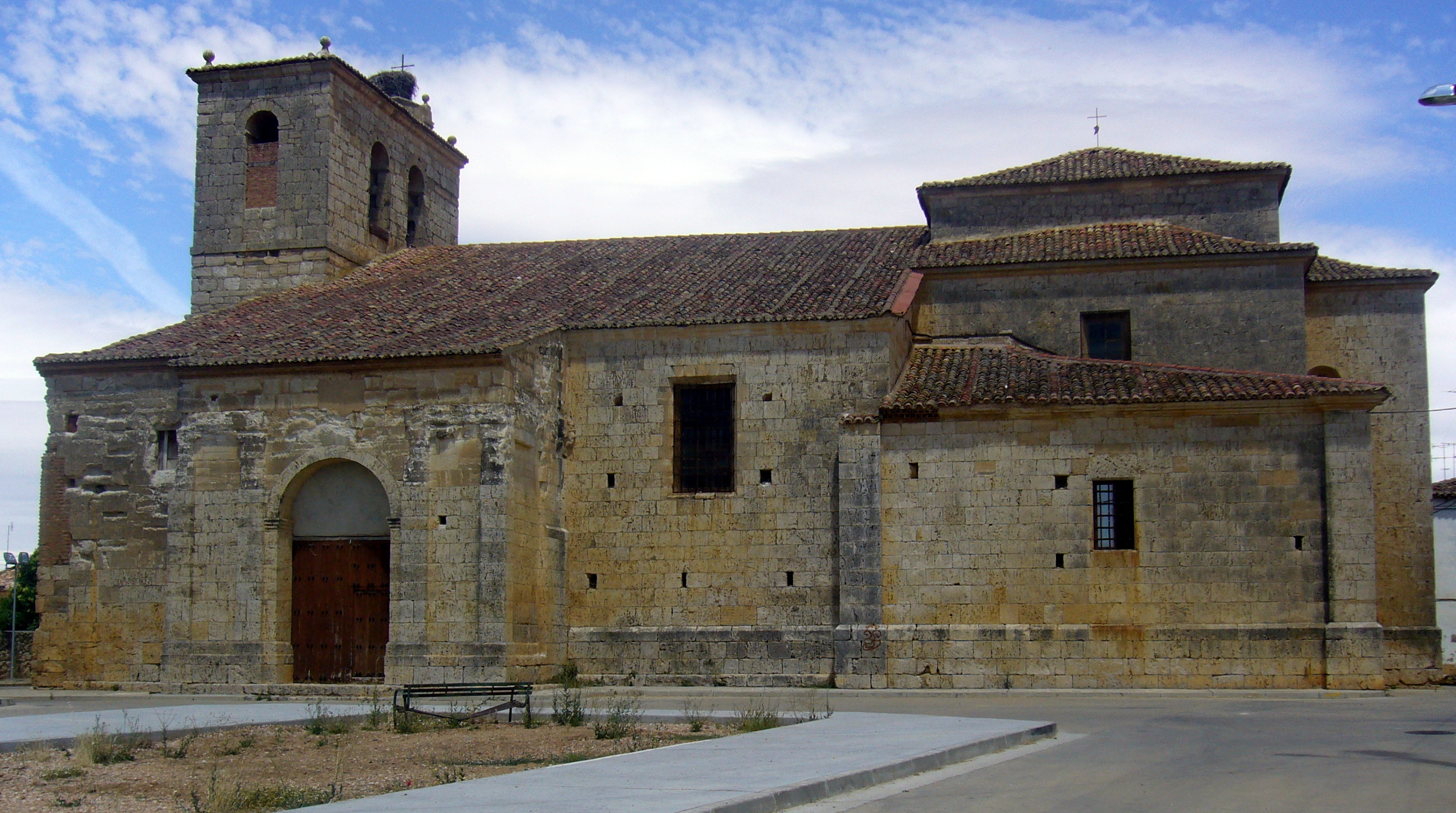
Iglesia de San Pedro
Es un templo católico —parroquia de la villa— construido en el siglo XIII y ampliado posteriormente entre los siglos XVI y XVII. Presenta tres naves, separadas por pilares que sirven de arranque a los arcos de medio punto; la nave central está cubierta con bóveda de arista y las laterales con bóvedas de cañón con lunetos, igual que ocurre en la capilla mayor. El crucero está cubierto por una cúpula rebajada. Al exterior, la portada presenta arcos apuntados del siglo XIII, el único resto de la iglesia gótica, y ante la misma se abre un pórtico de la segunda mitad del siglo XVI.
En el interior, el retablo mayor es barroco, del tercer cuarto del siglo XVII, y está decorado con varias pinturas y esculturas de la Magdalena, San Pedro en cátedra, San Antonio y el Calvario. A ambos lados del presbiterio aparecen dos cenotafios, uno con las estatuas de Antonio de Piña y Hermosa y María de Piña y otro con su hijo Antonio de Piñahermosa, obispo de Salamanca, Málaga y Jaén.
La nave del Evangelio cuenta con un retablo barroco, del segundo tercio del siglo XVII, que presenta esculturas de Santiago Apóstol y Santo Domingo y está presidido por la Virgen del Rosario, del siglo XVI. Por su parte, en la nave de la Epístola hay dos retablos, uno de 1778 de estilo rococó, en cuyo relieve central aparecen las Ánimas y el Ángel de la Guarda junto al sepulcro del obispo Antonio de Piña y sus padres.
Puente Fitero
Durante la Edad Media los puentes eran fundamentales en las vías de comunicación y con el auge del Camino de Santiago los reyes se preocuparon especialmente de ellos. Así, por ejemplo, Alfonso VI de León se encargó de que se repararan todos los puentes que había entre Logroño y Santiago de Compostela, y posiblemente debido a su interés en el Camino se deba la construcción del Puente Fitero, también llamado Ponteroso, Ponte Fitir o Ponte della Mulla. Construido a base de sillares, consta de once arcadas y salva el cauce del río Pisuerga en el límite entre las provincia de Burgos y Palencia. Aparece ya citado por Aymeric Picaud en el Codex Calixtinus: «Pons Fitere supra Pisorga Flumen».
Ermita de Nuestra Señora de la Piedad
Ubicada a las afueras de la villa, la estructura actual no es la original debido a los cambios que ha sufrido a lo largo de la historia. Antiguamente se denominó Nuestra Señora de Carrelapuente o Nuestra Señora de Afuera. Es un edificio gótico del siglo XIII, de pequeñas dimensiones, con aparejo de grandes sillares de caliza. Presenta una única nave, sin tramos marcados, y su cubierta actual es una estructura de madera. 
Su ábside es cuadrangular, abierto al resto de la iglesia a través de un arco apuntado y doblado que descansa sobre pares de columnas cuyos capiteles están decorados con hojas de acanto; está cubierto por bóveda de crucería y cuenta con una ventana en el testero, con doble arquivolta decorada con bocel que apoya en columnas. Al exterior del ábside, cuatro contrafuertes prismáticos. Cuenta con dos portadas, una cegada en el lado sur y otra en el lado occidental, ambas de arco apuntado. Junto a la cabecera hay una sacristía moderna, de planta cuadrada. En conjunto, presenta características de la arquitectura cisterciense en la cabecera recta, muro meridional y ventana absidial. En el siglo XIV se modificó el exterior de la cabecera y el hastial occidental se remató con una espadaña. Ya en época moderna se levantó un nuevo muro en el lado septentrional y la sacristía.
Rollo de justicia
Antiguo lugar de jurisdicción, es de estilo renacentista y presenta un fuste cuadrangular sobre un basamento escalonado. El rollo fue construido en 1529, una vez que Itero compró sus derechos de soberanía a Melgar y Castrojeriz. En 1966 fue declarado Bien de Interés Cultural.
Patrimonio perdido
En el término de Itero de la Vega existieron otras cuatro ermitas, ya desaparecidas. Dos de ellas estaban en el núcleo urbano, la de Santa María y la de San Esteban; la primera sería la iglesia o capilla del hospital de Nuestra Señora, mientras que la segunda dejó huella toponímica en la antigua calle de San Esteban, posiblemente junto a la actual plaza Ruiz de Soto, en la parte norte de la localidad. Estuvo vinculada a la abadía de San Martín de Elines, que perdió su independencia en 1541 cuando se erigió la colegiata de Aguilar de Campoo y se anexionó los monasterios de Escalada, Helines y Castañeda, y así en 1622 aparece la ermita de San Esteban dependiente de los canónigos de Aguilar.
Las otras dos ermitas se encontraban a las afueras de la villa, próximas al Camino de Santiago. La de San Andrés ya había desaparecido en 1589 y se ubicaba en el pago todavía llamado de San Andrés, 400 metros después de la actual carretera entre Lantadilla y Melgar de Yuso. Por su parte, la de Santiago se hallaba junto al camino viejo de Itero a Melgar de Yuso, unos 200 metros al este de la actual carretera de Melgar. En ambos pagos se hallaron restos que pudieron pertenecer a las ermitas.

### Festividades y eventos
La mayoría de las festividades que se celebran en Itero son de carácter religioso, alguna de las cuales de arraigo en el resto del país como la Navidad, la Semana Santa y las fiestas de los santos y vírgenes patrones de cada localidad. Así, cronológicamente, quince días antes del Miércoles de Ceniza se celebra, a cargo de la cofradía homónima, la fiesta de las Ánimas, con misa y procesión. El 15 de mayo, como es tradicional en el medio rural, tiene lugar la fiesta de San Isidro, con la procesión y posterior bendición del campo.
En años aleatorios se organiza, a finales de julio, la carrera popular «Milla Camino de Santiago». El 15 de agosto, fiesta de la Asunción de María, se celebra con misa en la ermita. Días más tarde, el tercer fin de semana de dicho mes, se organiza desde 2005 el festival de música Tachurock; el objetivo del mismo es recaudar fondos con fines solidarios, para subvencionar proyectos de desarrollo en Angola. Por último, en torno al 8 de septiembre se celebran las fiestas patronales de la Virgen de la Piedad, con misa en la ermita y procesión como actos litúrgicos, además de verbenas musicales, actividades infantiles, juegos y competiciones deportivas, entre otros.

### Camino de Santiago
Itero de la Vega es lugar de paso del Camino de Santiago, el primero dentro de la provincia de Palencia. Históricamente, el río Pisuerga —junto al que se asienta la localidad— sirvió de frontera entre los condados de Castilla y Monzón y entre los obispados de Burgos y Palencia, por lo que el puente sobre el río —Puente Fitero— era un hito importante del Camino, además de político y religioso, ya que los peregrinos cambiaban de jurisdicción.
Tras cruzar el río los peregrinos hallaban el Hospital de Puente Fitero, fundado por el conde Nuño Pérez de Lara antes de 1174, y que posteriormente fue una encomienda de la Orden de San Juan. El hospital desapareció en el siglo XVI, con el decaimiento de la peregrinación, y en 1628 la iglesia, bajo advocación de San Juan de Acre, se encontraba en ruinas. En 1752, según el Catastro de Ensenada, la encomienda poseía todavía varias tierras y viñas, patrimonio que se disipó con la desamortización del siglo XIX. También junto al Camino se encontraba el priorato de San Bartolomé de Puente Fitero, agregado para el culto de Nuestra Señora de la Soledad de Malta y citado en ocasiones como encomienda; en el siglo XVIII constituía una unidad autónoma segregada de la encomienda mayor sanjuanista de Puente Fitero.
Tras pasar el puente y dejar atrás ambas encomiendas, la ruta jacobea continuaba en dirección a Boadilla del Camino, cuya divisoria municipal se alcanzaba después de cruzar el Otero Largo. Antes de llegar a este se encontraba el despoblado de Fuente Pedraza —donde se ubican las actuales bodegas—, que poseía una iglesia dedicada a Nuestra Señora de Ompedraza o Fompedraza.
El núcleo urbano de Itero de la Vega quedaba apartado del Camino unos 1250 metros al norte. En la documentación se registra la existencia de dos hospitales, el de Nuestra Señora —donde se recogían los franceses— y el de Santiago y San Sebastián, en 1583 y 1607 respectivamente, aunque probablemente su origen sea anterior. Ambos aparecen fundidos en uno solo en 1645, bajo la advocación de Nuestra Señora, Santiago y San Sebastián, que se ubicaba en el solar que hace esquina entre las calles Conde de Vallellano y Marqués de Estella, en el cual, en 1947, se construyó el almacén del Servicio Nacional del Trigo. En la actualidad, los servicios de refugio y hospedería son atendidos por tres albergues: el municipal, con 12 plazas, el Hogar del Peregrino, que ofrece 8 plazas, y La Mochila, con 28 plazas. El primero es de titularidad municipal mientras los otros dos son de gestión privada.